# Сент Клемент (Мисури)
Сент Клемент (енгл. St. Clement) насељено је место без административног статуса у америчкој савезној држави Мисури.

## Демографија
По попису из 2010. године број становника је 78.
| Група             | 2000.    | 2010.      |
| Белци             | 0 (0,0%) | 75 (96,2%) |
| Афроамериканци    | 0 (0,0%) | 0 (0,0%)   |
| Азијати           | 0 (0,0%) | 0 (0,0%)   |
| Хиспаноамериканци | 0 (0,0%) | 0 (0,0%)   |
| Укупно            | 0        | 78         |